# Dialetto lagunen-deutsch
Il Lagunen-deutsch è un dialetto alto tedesco parlato in Cile, nella zona del lago Llanquihue, dai discendenti di immigrati tedeschi del XIX secolo provenienti dalla Germania centrale e meridionale. Il Lagunen-deutsch ha degli elementi spagnoli, non solo prestiti diretti da quella lingua ma anche falsi prestiti, ovvero parole tedesche che assomigliano a parole spagnole e ne hanno assunto il significato.